# Alarmna naprava
Alarmna naprava je naprava, ki ljudi hitro opozori na neko nevarnost, napako ali kaznivo dejanje, h krati pa pritegne pozornost. Večina alarmov uporablja glasne zvoke in / ali utripajoče luči. Alarmi lahko na različne načine hitro pritegnejo pozornost ljudi, na primer izklop glasnih strojev, tresenje postelje ali blazine.
Alarmi lahko povzročijo odziv ljudi na boj ali beg. Oseba pod takšno miselnostjo se bo prestrašila in bodisi pobegnila iz zaznane nevarnosti bodisi jo poskušala odpraviti, pri čemer v obeh primerih pogosto ne upošteva racionalne misli. Osebo v takem stanju lahko označimo kot "vznemirjeno". Pri kakršnem koli alarmu obstaja potreba po uravnoteženju med nevarnostjo lažnih alarmov (imenovanimi "lažni pozitivni učinki") - signalom, ki se sprožijo brez težav - in po drugi strani, če ne sporoči dejanskega alarma problem (imenovan "lažno negativen"). Lažni alarmi lahko drago zapravijo vire in so lahko celo nevarni. Na primer, lažni alarmi zaradi požara lahko zapravijo delovno silo gasilcev, zaradi česar niso na voljo za pravi požar in tvegajo poškodbe gasilcev in drugih, ko gasilska vozila hitijo do domnevnega kraja požara. Poleg tega se lahko lažni alarmi, če se ti dogajajo pogosto, ljudem "vlezejo pod kožo". Zato se lahko zgodi, da kasneje ignorirajo alarmne signale in s tem morda ignorirajo dejansko izredne razmere.

### Požarni alarm
Požarni alarm je elektronski zvočnik ali zvonec. Sproži se glasen in visok zvok, s katerim ljudi obvesti, da je v stavbi požar. Zvočnike lahko programirate na različne zvoke, ki se bodo slišali, če se alarm sproži. Večina požarnih alarmnih naprav v Evropi se sliši kot sirena, zvonec pa zvoni neprekinjeno.
Obstajajo tudi podjetja, kot sta HST Fire in KKmoon, ki proizvajajo požarne alarme. V vsaki stavbi so požarni alarmi priključeni na glavno nadzorno ploščo, ki inšpektorju ali hišniku omogoča, da izvede požarne vaje, opravi preglede in še kaj.
Nekaj primerov podjetij, ki izdelujejo požarne alarme: Wheelock, Simplex, Edwards, Gentex, Johnson Controls, Fire-Lite in Notifier (Fire-Lite in Notifier sta v lasti podjetja Honeywell).
Priznano je tudi podjetje Fulleon, ki je najbolj poznano po svojem elektronskem zvočniku, imenovanem sondu Roshni. Ti zvočniki so pogosto uporabljeni v Evropi in imajo 32 tonov, ki jih lahko izbere uporabnik.
Včasih so staromodni požarni alarmi kovinski zvonovi. Številni požarni alarmni sistemi imajo tudi utripajoče luči, znane tudi kot strobes. Te so pomembni za gluhe osebe, ki ne slišijo požarnega alarma. Obstajajo tudi posebni alarmi, ki so za spalne prostore manj glasni, tako da se ljudje ne prestrašijo, in beli požarni alarmi za temne stene. V večjih stavbah obstajajo dvostopenjski sistemi s posnetim sporočilom, ki se začnejo tako, da navedejo nujni primer in počakajo, da se varnostniki prepričajo, da je požar, nato pa prosijo stanovalce stavbe, da se mirno evakuirajo.
Požarni alarmi se pogosto uporabljajo v šolah in na drugih mestih med gasilskimi vajami ali v primeru pravega požara. Če nekdo aktivira požarni alarm zaradi zabave ali brez razloga, se to imenuje lažni alarm. Vklop lažnega alarma je v večini krajev storitev kaznivega dejanja.

### Varnostni alarm
To je sistem  namenjen odkrivanju vlomov, t.i. nepooblaščenih vstopov v stavbo ali prostor. Varnostni alarmi se uporabljajo v stanovanjskih, poslovnih, industrijskih in vojaških objektih z namenom zaščite pred vlomilci ter za preprečevanje poškodb lastnine in oseb. Uporabljajo se za zaščito pred vlomi, krajami in povzročanjem materialne škode, kot tudi za osebno zaščito pred vsiljivci. Avto alarmi prav tako ščitijo vozila, opremo in  stvari, ki jih morebiti pustimo v vozilu. V zaporih pa varnostne sisteme uporabljajo za nadzor zapornikov.
Nekateri alarmni sistemi služijo predvsem kot zaščita pred vlomi, mod tem ko kombinirani sistemi opozarjajo tudi na prisotnost požara. Protivlomni alarmni sistemi so lahko povezani tudi  z video nadzorom zaprtega kroga (CCTV), ki nudijo avtomatsko snemanje aktivnosti vlomilcev ter omogočajo dostop do varnostnih sistemov za avtomatsko zaklepanje vrat. Varnostni sistemi variirajo od majhnih, samostojnih  naprav za ustvarjanje hrupa pa vse do kompleksnih multifunkcijskih sistemom z računalniško vodenim nadzorom. Nekateri omogočajo celo dvosmerno komunikacijo med nadzorno ploščo in sprejemno napravo.

### Tipi alarmov:
Budilka - Je ura z alarmom, da zbudi ljudi.
Protivlomni alarm - alarm, ki se sproži, če oseba poskuša vstopiti v stavbo ali območje brez dovoljenja.
Sirena na intervencijskem vozilu kot so npr. reševalno vozilo, gasilsko vozilo ali policijsko vozilo.
Sirene za vremenske pojave - uporabljajo se za opozarjanje na hudo vreme, kot so tornadi ali cunamiji.
Klaxon - vrsta sirene, znana po svojem značilnem zvoku. Pogosto jo najdemo na podmornicah.
Požarni alarm - alarm za opozarjanje na požar v stavbi ali objektu.